# Taschenoper Lübeck
Die Taschenoper Lübeck ist ein Kinder- und Jugendmusiktheater mit Sitz in Lübeck.

## Aufführungen
Die Taschenoper Lübeck führt neue Kinder- und Jugendopern sowie Opern des klassischen Repertoires in selbst erstellten Fassungen für Kinder auf. Die Bandbreite reicht von Uraufführungen und Auftragskompositionen über experimentelle Formate und Neufassungen von Opern des Repertoires bis zu Produktionen mit Alter Musik auf historischen Instrumenten. Daneben werden Workshopformate angeboten. Von 2006 bis 2020 spielte die Taschenoper Lübeck im Theater Lübeck. Seit Oktober 2021 hat sie in der Lübecker Altstadt ein eigenes Haus in der Königstraße 17. Die Taschenoper Lübeck spielt daneben auch als mobiles Theater in Schulen und Kitas sowie auf Festivals. Hierbei trat sie unter anderem bei dem Schleswig-Holstein Musik Festival, dem Rheingau Musik Festival, dem Bachfest Leipzig, den Musikfestspielen Potsdam-Sanssouci und den Musikfestspielen Mecklenburg-Vorpommern auf. 2017 ist sie erstmals bei den Innsbrucker Festwochen der alten Musik vertreten, 2021 beim Lucerne-Festival. Die meisten Opernbearbeitungen der Taschenoper Lübeck werden bei dem Musikverlag Ricordi verlegt.

## Geschichte
Die Taschenoper Lübeck wurde 2004 von Margrit Dürr und Julian Metzger gegründet und ist inzwischen rechtlich als eingetragener gemeinnütziger Verein organisiert. Sie arbeitete zunächst als freies Tourneetheater, nutzte aber seit 2006 die Räume des Theater Lübeck für ihre Produktionen. Ab der Spielzeit 2021/22 ist sie mit einem festen Domizil im Theaterhaus Königstraße 17 ansässig. 2010 erhielt die Taschenoper Lübeck den mit 10.000 € dotierten Rheingau Musikpreis. Seit 2011 erhält die Taschenoper Lübeck eine Institutionelle Förderung des Landes Schleswig-Holstein und seit 2021 von der Hansestadt Lübeck.

## Ensemble
Das Ensemble besteht aus einem Pool von professionellen Sängerinnen und Sängern sowie Instrumentalmusikern, die je nach der Produktion mitwirken. Vor allem freiberufliche professionelle Musiker finden sich unter den Mitwirkenden, doch bestehen auch vielfältige Verbindungen zu den künstlerischen Mitarbeitern des Theater Lübeck. Die Leitung hat seit der Gründung die Sängerin und Librettistin Margrit Dürr als „Taschenintendantin“.

## Projekte
- 2005 Der Freischütz für Kinder (ab 6 Jahren) nach Carl Maria von Weber
- 2006 Orpheus für Kinder (ab 6 Jahren) nach Claudio Monteverdi
- 2006 Der fliegende Holländer für Kinder (ab 6 Jahren) nach Richard Wagner
- 2007 Hoffmanns Erzählungen für Kinder (ab 6 Jahren) nach Jacques Offenbach
- 2009 Das Rheingold für Kinder (ab 6 Jahren) nach Richard Wagner
- 2010 Die Entführung aus dem Serail für Kinder (ab 6 Jahren) nach Wolfgang Amadeus Mozart
- 2011 Der Vampir (ab 12 Jahren) nach Heinrich Marschner
- 2012 Siegfried für Kinder (ab 6 Jahren) nach Richard Wagner
- 2013 Rigoletto für Jugendliche (ab 12 Jahren) nach Giuseppe Verdi
- 2015 Fidelio für Kinder (ab 8 Jahren) nach Ludwig van Beethoven
- 2016 Odysseus für Kinder (ab 6 Jahren) mit Musik von Claudio Monteverdi und Katia Tchemberdji (Kooperation mit der Lautten Compagney[7])
- 2018 Topmodel, eine Operettenshow (ab 12 Jahren) nach der Operette Die schöne Galathee von Franz von Suppè mit Musik von Julian Metzger
- 2019 Hans und Greta nach Engelbert Humperdincks Oper Hänsel und Gretel (ab 6 Jahren)
- 2021 Das magische Game, eine Zauberflöte für Kinder mit Musik von W.A. Mozart (ab 6 Jahren)
- 2022 Die Entführung, für Erwachsene nach W.A.Mozarts Entführung aus dem Serail
- 2025 Der Ring, für Kinder (ab 6 Jahren) nach Richard Wagners "Ring des Nibelungen"
- 2025 Der Kaiser von Atlantis, Oper von Viktor Ullmann, für Menschen ab 12 Jahren

Uraufführungen
- 2012 Der Drachentöter (ab 3 Jahren) mit Musik von Richard Wagner und aus dem Mittelalter
- 2014 Küchenoper (ab 3 Jahren) mit Musik von Frank Schwemmer, der selbst zum Ensemble gehört. Dieses Stück ist bei dem Verlag Boosey & Hawkes erschienen[8]
- 2017 Wer bin ich (ab 3 Jahren) mit Musik von Julian Metzger
- 2021 Science Fiction Oper Film mit Musik von Ludwig van Beethoven (ab 6 Jahren)- coronabedingt als Mitmachfilm
- 2022 Die Abstandsoper mit Musik von Ludwig van Beethoven (ab 3 Jahren)
- 2024 Klangmission, eine Science Fiction Oper für Kinder ab 5 Jahren mit Musik von Beethoven

Klassenzimmerstücke
Die Taschenoper Lübeck hat flankierend zu den Produktionen im Theater diverse Klassenzimmerstücke und Workshopformate entwickelt, mit welchen sie in Schulen und Kitas auftritt. Zuletzt entstanden die Stücke "Gut oder Böse?" (2023) und "Wer ist der Boss? (2024). Mit dem Material von Saints-Saens` Karneval der Tiere spielt die "Konzertbaustelle" für 4 Blechbläser, Spontanzeichner und Moderatorin. Die mitgebrachte Musik wird dabei von den Kindern spontan zu einer neuen Tiergeschichte verwoben und vom Zeichner illustriert.

### Opernbaustelle
Bei der Opernbaustelle handelt es sich um einen etwa dreistündigen Workshop, bei dem Jugendliche zu vier vorgegebenen Musikstücken aus einem aktuellen Stück des Spielplans eine eigene Oper kreieren. Für das neu entwickelte Format wurde die Taschenoper Lübeck 2012 für den Junge Ohren-Preis nominiert. 2014 zeigte sie die Opernbaustelle im Education-Programm der Berliner Philharmoniker. 2017 wurde sie u. a. bei den Musikfestspielen Dresden gezeigt. In der Coronaspielzeit 2020/2021 wurde die Opernbaustelle mit dem Pocketoperator digitalisiert.